# Second Division 1892-1893
La Second Division 1892-1893 fu il primo torneo cadetto del campionato inglese di calcio, e vide la vittoria dello Small Heath.
Fred Wheldon (Small Heath) fu il miglior marcatore del torneo con 24 reti.

## Squadre partecipanti
L’allargamento della Lega avrebbe dovuto avvenire con il raddoppio delle squadre iscritte. Il ripescaggio di Accrington e Stoke in First Division creò tuttavia due campionati diseguali, quello superiore con 16 club e la Second Division con 12 squadre.
- Ardwick
- Bootle
- Burslem Port Vale
- Burton Swifts
- Crewe Alexandra
- Darwen[1]

- Grimsby Town
- Lincoln City
- Northwich Victoria
- Sheffield Utd
- Small Heath
- Walsall Town Swifts

## Classifica finale
|  | Pos. | Squadra             | Pt | G  | V  | N | P  | GF | GS | Med |
|  | ---- | ------------------- | -- | -- | -- | - | -- | -- | -- | --- |
|  | 1.   | Small Heath         | 36 | 22 | 17 | 2 | 3  | 90 | 35 | +45 |
|  | 2.   | Sheffield Utd       | 35 | 22 | 16 | 3 | 3  | 57 | 39 | +43 |
|  | 3.   | Darwen              | 30 | 22 | 14 | 2 | 6  | 60 | 36 | +24 |
|  | 4.   | Grimsby Town        | 23 | 22 | 11 | 1 | 10 | 42 | 41 | +1  |
|  | 5.   | Ardwick             | 21 | 22 | 9  | 3 | 10 | 45 | 40 | +5  |
|  | 6.   | Burton Swifts       | 20 | 22 | 9  | 2 | 11 | 47 | 47 | 0   |
|  | 7.   | Northwich Victoria  | 20 | 22 | 9  | 2 | 11 | 42 | 58 | -16 |
|  | 8.   | Bootle              | 19 | 22 | 8  | 3 | 11 | 49 | 63 | -14 |
|  | 9.   | Lincoln City        | 17 | 22 | 7  | 3 | 12 | 45 | 51 | -6  |
|  | 10.  | Crewe Alexandra     | 15 | 22 | 6  | 3 | 13 | 42 | 69 | -27 |
|  | 11.  | Burslem Port Vale   | 15 | 22 | 6  | 3 | 13 | 30 | 57 | -27 |
|  | 12.  | Walsall Town Swifts | 13 | 22 | 4  | 3 | 14 | 37 | 75 | -40 |

## Play-off
La 14ª squadra classificata della First Division (Notts County) affrontava la terza classificata.
La 15ª squadra classificata della First Division (Accrington) affrontava la seconda classificata.
La 16ª squadra classificata della First Division (Newton Heath) affrontava la prima classificata.

|               | Risultati |              | Luogo e data                   |  |
| ------------- | --------- | ------------ | ------------------------------ |  |
| Small Heath   | 1 - 1     | Newton Heath | Nottingham, 22 aprile 1893     |  |
| Darwen        | 3 - 2     | Notts County | Ardwick, 22 aprile 1893        |  |
| Sheffield Utd | 1 - 0     | Accrington   | Stoke-on-Trent, 22 aprile 1893 |  |
|               |           |              |                                |  |

Ripetizione della gara finita in parità:

|              | Risultato |             | Luogo e data              |  |
| ------------ | --------- | ----------- | ------------------------- |  |
| Newton Heath | 5 - 2     | Small Heath | Sheffield, 27 aprile 1893 |  |
|              |           |             |                           |  |

## Verdetti
- Newton Heath conserva il suo posto in First Division ai danni dello Small Heath.
- Sheffield United e Darwen promosse in First Division 1893-1894.
- Bootle abbandona la Lega a fine stagione.

## Tabellone
|                     | ARD  | BOO  | BPV  | BRS  | CRE  | DRW  | GRI  | LIN  | NOR  | SHE  | SMH | WAL  |
| ------------------- | ---- | ---- | ---- | ---- | ---- | ---- | ---- | ---- | ---- | ---- | --- | ---- |
| Ardwick             | –––– | 7-0  | 2–0  | 1–1  | 3–1  | 4–2  | 0–3  | 3–1  | 1–1  | 2–3  | 2–2 | 2–0  |
| Bootle              | 5–3  | –––– | 1–1  | 3–2  | 2–1  | 5–1  | 3–1  | 4–1  | 2–5  | 2–0  | 1–4 | 7-1  |
| Burslem Port Vale   | 1–2  | 0-0  | –––– | 1–0  | 4–1  | 2–4  | 0–1  | 1–2  | 4–0  | 0–10 | 0–3 | 3–0  |
| Burton Swifts       | 2–0  | 2–1  | 3–3  | –––– | 7–1  | 0–2  | 5–1  | 4–2  | 2–0  | 0–3  | 2–3 | 3–2  |
| Crewe Alexandra     | 4–1  | 2–1  | 5–0  | 2–4  | –––– | 2–2  | 1–0  | 4–1  | 4–2  | 0–4  | 1–3 | 5–6  |
| Darwen              | 3–1  | 3–0  | 4–1  | 2–3  | 7–3  | ---- | 6–1  | 3–1  | 3–1  | 3–1  | 4–3 | 5–0  |
| Grimsby Town        | 2–0  | 3–0  | 2–0  | 4–0  | 4–0  | 0–1  | –––– | 2–2  | 2–1  | 0–1  | 3–2 | 3–0  |
| Lincoln City        | 2–1  | 5–1  | 3–4  | 5–1  | 1–1  | 1–1  | 1–3  | –––– | 5–1  | 1–0  | 3–4 | 3–1  |
| Northwich Victoria  | 0–3  | 3–2  | 2–4  | 2–1  | 4–1  | 1–0  | 5–3  | 2–1  | –––– | 1–3  | 0–6 | 5–2  |
| Sheffield United    | 2–1  | 8–3  | 4–0  | 3–1  | 4–0  | 2–0  | 2–0  | 4–2  | 1–1  | ---- | 2-0 | 3–0  |
| Small Heath         | 3–2  | 6–2  | 5–1  | 3–2  | 6–0  | 6–2  | 8–3  | 4–1  | 6–2  | 1–1  | --- | 12–0 |
| Walsall Town Swifts | 2–4  | 4–4  | 3–0  | 3–2  | 3–3  | 1–2  | 3–1  | 2–1  | 2–3  | 1–1  | 1–3 |      |